# Шуриновка
Шуриновка — село в Богучарском районе Воронежской области.
Входит в состав Липчанского сельского поселения.

## География
Село находится на правом берегу реки Левая Богучарка, на расстоянии 30 км к юго-западу от города Богучар, административного центра района.

### Часовой пояс
Село Шуриновка, как и вся Воронежская область, находится в часовой зоне МСК (московское время). Смещение применяемого времени относительно UTC составляет +3:00.

## История
Возникло в конце XVIII века как хутор Новохариново. В 1870 году построена церковь святой мученицы Любови. В 1929 году организован колхоз «Красный партизан». В 1957 году — центральная усадьба колхоза «40 лет Октября», в 1992 году переименованная в колхоз «Шуриновский».

## Население
| 1859 | 1897 | 2000 | 2005 | 2010 |
| ---- | ---- | ---- | ---- | ---- |
| 505  | ↗540 | ↘422 | ↘409 | ↘383 |

## Улицы
- ул. 50 лет Победы,
- ул. Октябрьская,
- ул. Первомайская.